# Harvey Cioculeț
Harvey Cioculeț (engleză Harvey Beaks) este un serial de televiziune de animație difuzat pe Nickelodeon creat de C.H. Greenblatt ce urmărește viața unui pui de pasăre numit Harvey, și prietenii săi cei mai buni, doi drăcușori gemeni numiți Fee și Foo.
Serialul a fost difuzat începând din 2015, și a sfârșit difuzarea în 2017.
Muzica serialului a fost produsă de Ego Plum, melodia de început fiind produsă împreună cu Steve Bartek al trupei Oingo Boingo, Bob Mothersbaugh al trupei Devo și David J. al trupei Bauhaus.

## Dublajul în limba română
Dublajul a fost realizată în studiourile Fast Production Film.
- Tamara Roman – Harvey
- Alexandra Radu – Fee
- Alexandru Mike Gheorghiu – Foo
- Ionuț Ionescu – Irving, Jeremy, narator
- Verginia Rotaru – Miriam
- Raul Stănulescu – Dade
- Raluca Botez – Claire
- Cătălin Rotaru – Prințesa Roberts, Moff, Doctor Roberts, Randl, Spiritul din lacul Wetberk, Ofițerul Fredd
- Olimpia Mălai – Ursul Techno
- Răzvan Gogan – Kratz
- Gabi Șaga – Rooter
- Silvia Gâscă – Piri Piri
- Petre Lupu – Jean Luc